# 吴国华 (解放军)
吴国华（1957年1月23日—2023年7月4日），男，江苏江都人，中国人民解放军中将，曾任中国人民解放军火箭军副司令员。

## 生平
1979年毕业于解放军外国语学院，后留校任教。1988年获北京外国语学院俄语系硕士学位。先后考入北京外普通话学院、黑龙江大学俄语系、俄罗斯普希金俄语学院攻读博士，获得中国俄语语言文学博士学位和俄罗斯联邦语文学博士学位。1993年至1995年间先后获黑龙江大学俄语系与普希金俄语学院博士学位。
1995年起，历任解放军外国语学院第一系主任、教务长、副院长、院长等职。2005年任中国人民解放军总参谋部技术侦察部部长。2010年任第二炮兵部队副司令员。2012年7月授中国人民解放军中将军衔。2015年12月31日出任中国人民解放军火箭军首任副司令员。2018年2月24日，当选为第十三届全国人大代表。2020年退役。
2023年7月4日，在北京去世。30日，遗体送别仪式在八宝山殡仪馆东礼堂举行。
关于吴国华的死因，《星島日報》引述老上司张小阳称其上吊轻生身亡，《明報》则称吴国华之女反驳父亲因捲入事件而轻生的说法。